# الهرانفة
الهرانف ة
تعتبر الهرانفة إحدى بلديات ولاية الشلف التابعة لـ دائرة عين مران. تحدها من الشمال بلدية مصدق ومن الشرق بلدية تاجنة وأولاد فارس من الجنوب الصبحة ومن الغرب عين امران وتاوقريت.
الهرانفة بلدية نموذجية حديثة النشأة في إطار مشروع القرى الاشتراكية للراحل هواري بومدين. يبلغ سكانها حوالي 18000 نسمة تمتاز بالطابع الفلاحي خاصة البيوت البلاستيكية وهذا لتتربعها على مساحة فلاحية هائلة ومساحة هيدروغرافية كبيرة أدت هذه العوامل ربما إلى الامتصاص والتقليل من حدة البطالة. كما حققت البلدية قفزة في مجال التزود بالماء الشروب، وحسب بعض المصادر، فإن أغلبية البلديات والقرى المجاورة ممونة بالماء الشروب وذلك بعد تكفل الهرانفة بإنشاء انابيب مائية تتجه نحو بلدية تاجنة وبلدية المصدق. حيث كانت البلدية وقراها في وقت مضى تضمن تلبية حاجياتها من هذه المادة الحيوية انطلاقا من مياهها الجوفية والآبار وخاصة العين الواقعة في بقعة عيون البحاير حيث تعتبر أكبر مصدر مياه الهرانفة. مشيرا إلى أنه تبقى بعض القرى التي دعمت بالماء لكنها ليس بالكميات التي تلبي حاجيات القاطنين بها كبقعة أولاد الحاج *مخطاري* والقنطرة الزرقاء والروافعية...، وهذا راجع إلى أسباب منها الحاجة إلى إعادة تجديد الشبكة، التضاريس الجبلية التي ترتب عنها توزيع غير منتظم للماء
كانت تسمى بماونة العيون وفي عام 1975 وعند زيارة الراحل هواري بومدين تغير اسمها إلى الهرانفة وأصبحت قرية اشتراكية.
تتوفر بلدية الهرانفة على عدة مؤسسات تربوية تتمثل في12 ابتدائية،03 متوسطات وثانوية واحدة.
استفادت من عدة مشاريع أهمها الجسور الثلاثة وثانوية كبيرة دار الشباب، سكنات تساهمية واجتماعية ومحلات تجارية وعيادة طبية
اما القرى التابعة لها فهي كالاتي :أولاد الحاج وعيون البحاير والرملة الصفرا السبوعة القنطرة الزرقاء المعاريش1 المعاريش2 الروافعية الطواهر السعداوية ودلف والمزاينية عين الصراق العيايدة البرنامج (حي الأبطال)و اولاد الرقية.
الهرانفة تتميز بمناخ حار جدا في الصيف ومعتدل في الشتاء. تمتاز المنطقة بوفرة ثروة غابية هائلة تمتد من منطقة المزاينية حتى عيون البحاير تستغل البلدية الواد المنطلق من الميزاب في الري والفلاحة.